# 利迪奧·安德烈斯·費利斯
利迪奧·安德烈斯·費利斯（西班牙語：Lidio Andrés Feliz，1997年6月26日—），多米尼加共和國田徑運動員，他代表多米尼加共和國隊參加了日本舉行的2020年夏季奧林匹克運動會，並且在混合4×400米接力比賽上獲得銀牌。